# Йелу Даши
Йелу Даши е основател и пръв владетел (1124 – 1144) на държавата Кара Китай, наричана в китайски източници Западна Ляо.

## Биография
Роден е около 1087 година в днешен Китай. Той е член на владетелската фамилия Ляо, китанска династия, управлявала днешен Североизточен Китай от 10 век.
След разгрома на Ляо от джурчените, той отвежда около 100 хиляди китани на запад. Уйгурите, традиционни васали на китаните, приемат властта му и той се настанява в тяхната столица Бешбалик. Събирайки армия от уйгури, тибетци, карлуки и други племена, той води поредица войни и установява контрол над цяла Джунгария.
Йелу Даши установява приятелски отношения с тангутската империята Западна Ся и будистката династия Каракоджа, но се сблъсква с враждебността на мюсюлманите Караханиди в Гулджа и Кашгар. Той ги побеждава и към 1137 присъединява към държавата си Хотан и Ферганската долина. През 1141 разгромява селджуките при Самарканд и завладява Согдиана и Бактрия.
Войните на Йелу Даши с мюсюлманите в Централна Азия, победата му при Самарканд и толерантността му към несторианството, което процъфтява в Кара Китай, са причина той да бъде свързван с легендата за Презвитер Йоан. Разпространила се по това време в Европа, тя разказва за християнски владетел на изток, предопределен да разгроми исляма. Легендата е записана за пръв път от епископ Ото от Фрайзинг през 1145.